# Maratona di Firenze

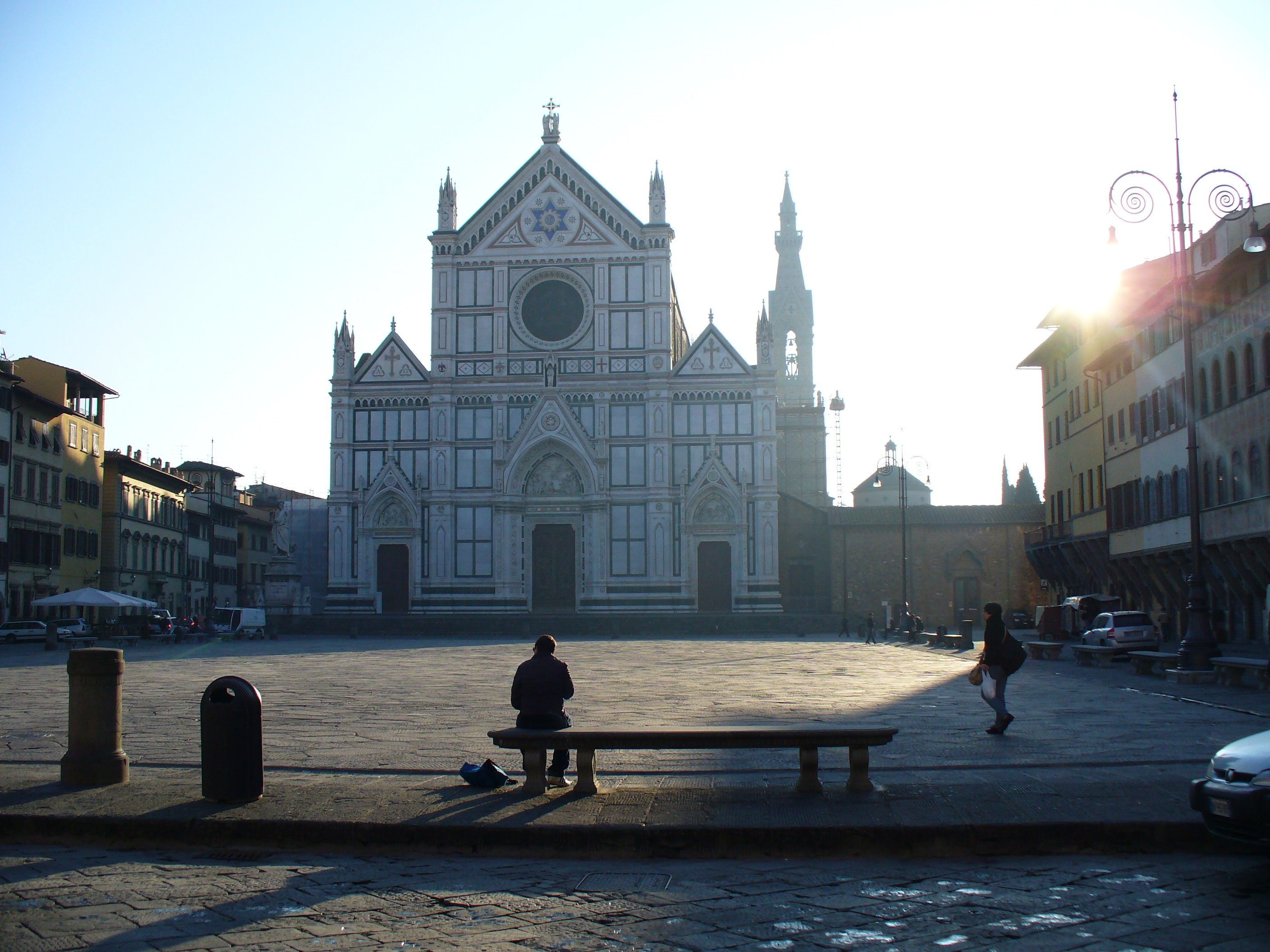
Piazza Santa Croce, una delle numerose attraversate nelle varie edizioni della maratona

La maratona di Firenze è una gara podistica che si corre nell'ultima domenica del mese di novembre su un percorso di 42,195 km. Partenza e arrivo variano di anno in anno, ma sono solitamente Piazzale Michelangelo e piazza San Giovanni. Negli ultimi anni partenza e arrivo hanno visto protagonista Piazza Duomo.
La prima edizione della maratona di Firenze si svolse nel 1984 e vi parteciparono 850 atleti; nell'edizione del 2010 è stata invece superato il totale di 10.000 partecipanti provenienti da 57 paesi, rendendola la seconda maratona più popolare dopo quella di Roma.

## Albo d'oro
In grassetto sono riportate le migliori prestazioni ottenute nella maratona.
| Anno | Gara maschile                         | Tempo    | Gara femminile                    | Tempo    |
| ---- | ------------------------------------- | -------- | --------------------------------- | -------- |
| 1984 | Andy Robertson Regno Unito            | 2.15'23" | Gillian Burley Regno Unito        | 2.32'53" |
| 1985 | Fausto Molinari Italia                | 2.17'44" | Cecilia Duncan Regno Unito        | 2.44'32" |
| 1986 | Andy Girling Regno Unito              | 2.15'57" | Graziella Striuli Italia          | 2.39'35" |
| 1987 | Tevor Fieldsen Regno Unito            | 2.16'33" | Carolina Naisby Regno Unito       | 2.33'23" |
| 1988 | Edgardo Farinelli Italia              | 2.15'51" | Manola Casalini Italia            | 2.43'14" |
| 1989 | Alberto Lucherini Italia              | 2.16'48" | Cristine Van But Belgio           | 2.39'45" |
| 1990 | Roman Kejzar Jugoslavia               | 2.18'57" | Valentina Bottarelli Italia       | 2.44'23" |
| 1991 | Alberto Lucherini Italia              | 2.16'33" | Sheila Catford Regno Unito        | 2.35'37" |
| 1992 | Ivo Machado Rodrigues Brasile         | 2.19'12" | Ingrid Ekrol Norvegia             | 2.50'34" |
| 1993 | Ivano Marcon Italia                   | 2.16'39" | Eve Magyne Petrik Ungheria        | 2.42'24" |
| 1994 | Clair Wathier Brasile                 | 2.14'03" | Dana Haynà Cecoslovacchia         | 2.41'34" |
| 1995 | Bernard Boiyo Kenya                   | 2.15'36" | Svetlana Netciaeva Russia         | 2.40'08" |
| 1996 | Sammy Korir Kenya                     | 2.15'04" | Bettina Sabatini Italia           | 2.33'51" |
| 1997 | Ottaviano Andriani Italia             | 2.14'27" | Matilde Ravizza Italia            | 2.47'00" |
| 1998 | Azedine Sakhri Algeria                | 2.16'39" | Ida Kovacs Ungheria               | 2.44'16" |
| 1999 | Michele Gamba Italia                  | 2.11'51" | Michaela Mc Callum Regno Unito    | 2.38'28" |
| 2000 | Angelo Carosi Italia                  | 2.14'11" | Tiziana Alagia Italia             | 2.32'18" |
| 2001 | Daniel Kirwa Too Kenya                | 2.10'38" | Florinda Andreucci Italia         | 2.32'26" |
| 2002 | Michael Kapkiai Kenya                 | 2.11'15" | Helena Javornik Slovenia          | 2.28'15" |
| 2003 | Angelo Carosi Italia                  | 2.15'54" | Anna Incerti Italia               | 2.34'40" |
| 2004 | Benjamin Kiprotich Korir Kenya        | 2.11'33" | Sally Barsosio Kenya              | 2.29'11" |
| 2005 | Samson Kosgei Kenya                   | 2.11'27" | Alice Chelengat Kenya             | 2.30'46" |
| 2006 | James Kutto Kenya                     | 2.08'40" | Vincenza Sicari Italia            | 2.34'52" |
| 2007 | Paul Kipkemboi Ngeny Kenya            | 2.12'50" | Vincenza Sicari Italia            | 2.33'14" |
| 2008 | Jackson Kirwa Kiprono Kenya           | 2.12'37" | Giovanna Volpato Italia           | 2.34'14" |
| 2009 | Benjamin Chebet Kipruto Kenya         | 2.11'21" | Eva-Maria Gradwohl Austria        | 2.35'41" |
| 2010 | Aredo Tolesa Tadese Etiopia           | 2.12'41" | Firehiwot Dado Etiopia            | 2.28'58" |
| 2011 | Berga Birhanu Bekele Etiopia          | 2.09'52" | Asha Gigi Etiopia                 | 2.31'36" |
| 2012 | Endeshaw Negesse Shumi Etiopia        | 2.09'59" | Shuru Diriba Dulume Etiopia       | 2.30'08" |
| 2013 | Sitkovskyy Oleksandr Ucraina          | 2.09'14" | Gebremeskel Abeba Tekulu Etiopia  | 2.30'37" |
| 2014 | Asbel Kipsang Kenya                   | 2.09'55" | Ehite Gebireyes Bizuayehu Etiopia | 2.31'28" |
| 2015 | Megersa Tujuba Beyu Etiopia           | 2.09'54" | Cherono Priscah Jepleting Kenya   | 2.31'34" |
| 2016 | Yadete Teshome Etiopia                | 2.11'57" | Winnie Jepkorir Kenya             | 2.28'46" |
| 2017 | Zelalem Bacha Bahrein                 | 2.14'41" | Dire Tune Etiopia                 | 2.28'55" |
| 2018 | Abdi Ali Gelelchu Bahrein             | 2.11'32" | Lonah Chemtai Salpeter Israele    | 2.24'17" |
| 2019 | Nigussie Sahlesilassie Bekele Etiopia | 2.10'14" | Jess Piasecki Regno Unito         | 2.25'29" |
| 2021 | Cyprian Kimurgor Kotut Kenya          | 2.08'59" | Maru Tsehay Alemu Etiopia         | 2.27'17" |
| 2022 | Fikadu Debele Kebede Etiopia          | 2.08'45" | Atsede Bayisa Tesema Etiopia      | 2.25'12" |
| 2023 | Said El Otmani Italia                 | 2.12'39" | Clementine Mukandanga Rwanda      | 2.25'54" |
| 2024 | Samuel Kiplimo Naibei Kenya           | 2.12'51" | Dorine Jerop Murkomen Kenya       | 2.27'01" |

## Pubblicazioni
- "La Maratona di Firenze" di Francesco Giannoni Mauro Pagliai Editore del 2019 ISBN 88-5640-427-3[3]